# J. A. Comenius-Stiftung
Die J. A. Comenius-Stiftung ist eine 1991 gegründete gemeinnützige Stiftung zur Unterstützung Not leidender Kinder und Jugendlicher.
Stifter war der Erziehungswissenschaftler Rainer Winkel, der für die Stiftung eigene Mittel und insbesondere das Erbe seines Vaters zur Verfügung stellte. Sie ist benannt nach dem Pädagogen Johann Amos Comenius und verfolgt dessen Grundsatz: „omnes omnia omnino excoli“ (lat. für „Alle alles ganz zu lehren“ oder „Alle alles in Rücksicht auf das Ganze zu lehren“). Ziel der Stiftung ist die Unterstützung von Kindern und Jugendlichen. Dies geschieht durch „stille Hilfen“, die den Hilfsbedürftigen und im Sinne der Stiftung tätigen Institutionen zugutekommen, und durch die Verleihung des Comenius-Preises.

## Comenius-Preis
Die Stiftung vergibt den Comenius-Preis an Personen, die in besonderer Weise im Bereich der Kinder- und Jugendhilfe gewirkt haben. Eine Besonderheit der Ehrung ist, dass das Preisgeld nicht an die Empfänger der Auszeichnung ausgezahlt wird, sondern als Unterstützung an Personen oder Institutionen weitergegeben wird, die im Sinne des Geehrten handeln. Auf diese Weise kommt die Stiftung auch mittels Verleihung des Preises ihrem Zweck der Kinder- und Jugendhilfe nach.
Die ersten acht Preisträger erhielten als Preisinsignie eine Comenius-Statuette; seit 2010 wird anstelle der Statuette eine Comenius-Medaille sowie ein Glasbild verliehen.

### Preisträger
- 1992 Jakob Muth[2][3]
- 1994 Hartmut von Hentig (2011 aberkannt)[4][5][6]
- 1995 Hildegard Hamm-Brücher[3]
- 1999 Wolfgang Huber[7] und Georg Kardinal Sterzinsky
- 2001 Josef Reding[3]
- 2004 Simon Rattle[3][7]
- 2007 Kurt Weigel
- 2010 Hans-Jochen Gamm[3] und Wolfgang Klafki[7][3]
- 2017 Maria Bünk
- 2021 Volker Krolzik
- 2023 Christina Rau